# Złotoślepiec olbrzymi
Złotoślepiec olbrzymi (Chrysospalax trevelyani) – gatunek ssaka z podrodziny złotokretów (Chrysochlorinae) w obrębie rodziny złotokretowatych (Chrysochloridae).

## Taksonomia
Gatunek po raz pierwszy zgodnie z zasadami nazewnictwa binominalnego opisał niemiecko-brytyjski zoolog Albert Günther nadając mu nazwę Chrysochloris trevelyani. Miejsce typowe to Pirie Forest, w pobliżu Qonce, Prowincja Przylądkowa Wschodnia, Południowa Afryka. Holotyp najprawdopodobniej znajduje się w zbiorach Muzeum Historii Naturalnej w Londynie.
Gatunek monotypowy.

### Etymologia
- Chrysospalax: gr. χλωρος khlōros ‘zielony’; σπαλαξ spalax, σπαλακος spalakos ‘kret’[8].
- trevelyani: Herbert Trevelyan (data urodzenia i śmierci nieznane), uzyskał okaz typowy złotoślepca olbrzymiego od rdzennego mieszkańca Afryki Południowej i przekazał go do Muzeum Historii Naturalnej w Londynie[9].

## Zasięg występowania
Złotoślepiec olbrzymi występuje w południowo-wschodniej Południowej Afryce między East London a Port St. Johns w Prowincji Przylądkowej Wschodniej.

## Morfologia i ekologia

### Wymiary
Długość ciała samic 208–229 mm, samców 215–235 mm, długość tylnej stopy samic 21–27 mm, samców 20–28 mm; masa ciała samic 140–500 g, samców 470 g. 

### Rozmnażanie
- Podczas pory deszczowej samica rodzi do 2 młodych.

### Tryb życia
- Zwyczaje i aktywność - złotoślepiec olbrzymi jest całkowicie ślepy, lecz nie wiadomo w jaki sposób znajduje on kierunek. Gdy znajdzie się w niebezpieczeństwie, bez chwili zwłoki rzuca się do swojej norki, aby zapewnić sobie bezpieczeństwo.
- Pożywienie: znajdujące się na powierzchni ziemi chrząszcze, małe jaszczurki, nagie ślimaki i dżdżownice.

## Status zagrożenia
W Czerwonej księdze gatunków zagrożonych Międzynarodowej Unii Ochrony Przyrody i Jej Zasobów został zaliczony do kategorii EN (ang. endangered ‘zagrożony’).